# Orkla
Orkla je řeka v Norsku (Trøndelag). Je 170 km dlouhá. Rozloha povodí činí 3000 km².

## Průběh toku
Pramení v masivu Dovrefjell. Teče převážně v úzké soutěsce, přičemž vytváří mnohé peřeje a vodopády. Ústí do Orkdalsfjordu jihozápadního ramene Trondheimského fjordu Norského moře západně od města Trondheim.

## Vodní stav
Průměrný roční průtok vody činí přibližně 50 m³/s.

## Využití
Na řece byla vybudována kaskáda vodních elektráren.